# خولیان کاردوزو
خولیان کاردوزو (اسپانیایی: Julián Cardozo‎؛ زادهٔ ۲ ژانویهٔ ۱۹۹۱) بازیکن فوتبال اهل آرژانتین است.

## باشگاهی
از باشگاه‌هایی که در آن بازی کرده‌است می‌توان به باشگاه فوتبال آرسنال ساراندی اشاره کرد.